# Edifício Ouro para o Bem de São Paulo
Cartaz do MMDC de 1932 solicitando contribuição.
O Edifício Ouro para o Bem de São Paulo se localiza na Rua Álvares Penteado nº 23, na Região da Sé, Zona Central da cidade de São Paulo.

## História
Foi construído com doações das alianças de casamento das senhoras paulistas, arrecadadas através da célebre campanha para obtenção de fundos necessários à manutenção da Revolução Constitucionalista de 1932.
Teve como construtora a Cia. Construtora Camargo & Mesquita, com projeto da Severo & Villares, sendo concluido no ano de 1939. Em estilo art déco, sua fachada procura representar a bandeira paulista com suas treze listras, em que cada um de seus andares corresponde a uma das 13 listas da bandeira paulista.
Com o fim da revolução, a sobra do ouro que foi arrecadado foi doado à Santa Casa de Misericórdia de São Paulo, que o utilizou para construção do edifício em seu terreno no Largo da Misericórdia.
No acervo do Museu da  Santa Casa estão os volumes de doadores da campanha “Ouro Para O Bem De São Paulo” citando nominalmente não só os doadores da Capital, como de moradores de outras cidades que fizeram suas doações.